# Charles Falconer
Charles Leslie Falconer, baron Falconer of Thoroton (znany jako lord Falconer, ur. 19 listopada 1951) – brytyjski prawnik i polityk Partii Pracy, lord kanclerz oraz minister spraw konstytucyjnych (później minister sprawiedliwości) w rządach Tony’ego Blaira.
Wykształcenie odebrał w Edinburgh Academy, w Trinity College w Glenalmond oraz w Queens’ College na Uniwersytecie Cambridge. Praktykę adwokacką odbywał w Londynie pod koniec lat 70. Dzielił wówczas mieszkanie z przyszłym premierem, Tonym Blairem. Podczas gdy Blair wybrał karierę polityczną, Falconer został prawnikiem. W 1991 r. otrzymał honorowy tytuł Radcy Królowej. W 1985 r. poślubił inną prawniczkę, Mariannę Hildyard, córkę brytyjskiego ambasadora w Chile. Falconerowie mają czworo dzieci – Hamisha, Williama, Rosie i Johnny’ego.
Kiedy w maju 1997 r. Partia Pracy wygrała wybory i Tony Blair został premierem, Falconer został kreowany parem dożywotnim jako baron Falconer of Thoroton. Był pierwszym parem kreowanym za rekomendacją Blaira. Został również członkiem rządu jako Radca Generalny. W 1998 r. został ministrem stanu w Urzędzie Gabinetu odpowiedzialnym za The O2. Po wyborach 2001 r. przeszedł do ministerstwa transportu, samorządów lokalnych i regionów, gdzie odpowiadał za budownictwo i planowanie. W 2002 r. został przeniesiony do ministerstwa spraw wewnętrznych, gdzie odpowiadał za wymiar sprawiedliwości w sprawach karnych, wyroki i reformy prawne.
W 2003 r. lord Falconer został członkiem gabinetu jako minister spraw konstytucyjnych oraz lord kanclerz. Falconer ogłosił, że nie będzie wykorzystywał uprawnień swojego urzędu w zakresie sądownictwa, które to uprawnienia były coraz większym przedmiotem krytyki. Sprzeciwiał się jednak zniesieniu samego urzędu lorda kanclerza. W maju 2007 r. ministerstwo spraw konstytucyjnych zostało przekształcone w ministerstwo sprawiedliwości, ale Falconer pozostał na jego czele do czerwca 2007 r., kiedy Gordon Brown zastąpił Blaira jako premier Wielkiej Brytanii. Falconer nie został powołany do gabinetu, jego urzędy przejął Jack Straw.